# Xã Hamilton, Quận Adams, Pennsylvania
Xã Hamilton (tiếng Anh: Hamilton Township) là một xã thuộc quận Adams, tiểu bang Pennsylvania, Hoa Kỳ. Năm 2010, dân số của xã này là 2.530 người.